# زکات
زکات از دستورهای اسلامی و یکی از فروع دین است و در مورد چیزهایی وضع شده که انسان آن‌ها را با کمک طبیعت به وجود می‌آورد، آن هم طبیعت سهل و ساده؛ یعنی انسان به نسبت، کار کمی انجام داده و طبیعت کار بیشتر را انجام می‌دهد و محصول را به سادگی در اختیار انسان می‌گذارد؛ مثلاً گندم که انسان به‌وجود می‌آورد در قسمت کمی، فکر و عمل او دخالت دارد و قسمت بیشتر، فعالیت طبیعت است. از این رو اسلام به انسان می‌گوید اینجا که از سخاوت طبیعت استفاده می‌کنی مقداری از آن را باید در راه‌های دیگر بدهی.
البته سؤال مهمی که اینجا مطرح می‌شود این است که چرا گندم باید زکات داشته باشد و برنج نداشته باشد؟ این مسئله در سابق هم مطرح بوده‌است در جواب گفته‌اند، آن سادگی که در موارد زکات هست در برنج نیست یعنی به آن سادگی که گندم به دست می‌آید برنج به دست نمی‌آید و زحمت زیادی می‌خواهد و زکات در واقع به این علت است که یک مقدار از چیزی را که طبیعت رایگان در اختیار انسان قرار می‌دهد به دیگران بدهد. زکات برای انسان مزرعه ای از انگور در آخرت است.

## موارد وجوب زکات
زکات بر نه(۹) چیز واجب است: «گندم» و «جو» و «خرما» و «کشمش» و «طلا» و «نقره» و «گوسفند» و «گاو» و «شتر».

## فرق مالیات و زکات
اما مالیات موضوع دیگری است امری متغیر و از اختیارات حکومتی است. وضع مالیات از اختیارات حاکم شرعی است. او در هر زمانی می‌تواند برای هر چیزی بر طبق مصلحتی که ایجاب می‌کند مالیات وضع کند. این ربطی به زکات ندارد؛ بنابراین نباید زکات و مالیات را با هم مقایسه کرد.
طبق گفته تحریر الوسیله:
«هرچند زکات یکی از راه‌های تأمین منابع مالی حکومت اسلامی است؛ اما در شرایط کنونی در ایران توسط دولت جمع‌آوری نمی‌شود؛ بلکه به صورت مردمی هر کسی می‌تواند زکات خویش را دریکی از موارد هشتگانه آن که در توضیح المسایل همه مراجع ذکر شده مصرف نماید.»

## آیات زکات
در قرآن، در اکثر موارد، پرداخت زکات در کنار برپایی نماز آمده‌است، که بیانگر اهمیت این حکم است. آیهٔ ۶۰ سورهٔ توبه مصارف زکات را چنین بیان می‌کند:
1. فقیر (نیازمند)
2. مسکین (کسی که در نهایت نیازمندی است)
3. عاملین (مأمورین جمع‌آوری زکات)
4. مؤلفهٔ قلوب (برای نزدیک کردن کسانی که احتمالاً کدورتی از اسلام دارند)و(برای کسانی که تازه به اسلام گرویده اند)
5. آزادسازی بردگان
6. مقروضان
7. در راه خدا

۸. درراه‌ماندگان

## زکات در ادیان پیشین ابراهیمی
در قرآن دربارهٔ اسماعیل آمده: «کان یأمر أهله بالصّلوة و الزّکاة» او خانواده‌اش را به نماز و زکات فرمان می‌داد.
دربارهٔ عموم پیامبران نیز آمده‌است:
«و جعلناهم ائمّة یَهدون بأمرنا و أوحینا الیهم فعل الخَیرات و اقام الصّلوة و اِیتاء الزّکاة» آنان به فرمان ما مردم را هدایت می‌کردند و ما انجام کارهای نیک و به پا داشتن نماز و پرداخت زکات را به آنان وحی کردیم.
بر اساسِ آیه «و ما أُمروا الاّ لیعبدوا اللّه… و یقیموا الصّلوة و یؤتوا الزّکاة و ذلک دین القیّمة» نیز، در تمام ادیان آسمانی، قرین و همتای نماز، زکات بوده‌است.
علاّمه طباطبایی در مبحثی پیرامون زکات می‌گوید: هر چند قوانین اجتماعی به صورت کاملی که اسلام آورده، سابقه نداشته، لکن اصل آن ابتکار اسلام نبوده‌است؛ زیرا فطرت بشر به‌طور اجمال آن را درمی‌یافت؛ لذا در آیین‌های آسمانی قبل از اسلام و قوانین روم قدیم، جسته و گریخته چیزهایی دربارهٔ اداره اجتماع دیده می‌شود و می‌توان گفت که هیچ قومی در هیچ عصری نبوده، مگر آن که در آن حقوقی مالی برای اداره جامعه رعایت می‌شده‌است؛ زیرا جامعه هر جور که بود در قیام و رشدش نیازمند هزینه مالی بوده‌است.

## انتقادات
احمد کسروی معتقد بود که: «زکات و مال امام، مالیات اسلام بوده. اسلام یک حکومتی داشته که سپاه می‌گرفته و حکم‌رانان می‌فرستاده و قاضی می‌گمارده و شحنه و شرطه برمی‌گزیده و یک کشور بسیار بزرگی را اداره می‌کرده و مسلمانان را نگهداری می‌نموده و در برابر آن از مردم مال امام و زکات می‌گرفته، اما اکنون که حکومت واحد اسلامی برافتاده و هر توده و نژادی از مسلمانان خود را جدا گردانیده و یک حکومت نژادی بنیاد گزارده‌اند و مالیات به دولت‌های خود می‌پردازند، دیگر نیازی به پرداخت زکات و مال امام به ملاها وجود ندارد».
سید محمد جواد غروی زکوه را منحصر در نه چیز نمی‌داند، چون قرآن همه تولیدات را ذکر فرموده که صنعتی، کشاورزی و غیر آن‌ها را شامل می‌شود.